# Рибола (Гросето)
Рибола (итал. Ribolla) је насеље у Италији у округу Гросето, региону Тоскана.
Према процени из 2011. у насељу је живело 2438 становника. Насеље се налази на надморској висини од 60 м.